# Arnold Wilhelm Spilhaus
Arnold Wilhelm Spilhaus (* 1. Dezember 1845 in Lübeck; † 11. Oktober 1946 in Kapstadt) war ein südafrikanischer Geschäftsmann sowie Bryologe deutscher Herkunft.

## Leben

### Familie und Ausbildung
Der evangelisch getaufte, gebürtige Lübecker Arnold Wilhelm Spilhaus, zweitältestes von sechs Kindern des Christian Ludwig Spilhaus (1815–1906) sowie dessen aus Hadersleben in Dänemark stammenden Ehegattin Caroline Henriette geborene Wassner (1816–1880), absolvierte nach seinem Pflichtschulabschluss eine Lehre als Kaufmann. Arnold Wilhelm Spilhaus heiratete im Jahr 1873 Lydia Maria (1843–1920), die Tochter des Captain James Sedgwick. Dieser Verbindung entstammten vier Töchter sowie drei Söhne. Spilhaus, der 1906 das Landhaus Hohenort in Kapstadt erwarb, verstarb im Herbst 1946 im hohen Alter von 100 Jahren.

### Berufliche Laufbahn
Der nach Abschluss seiner Ausbildung in seinem erlernten Beruf eingesetzte Spilhaus übersiedelte 1869 nach Durban, dort erkundete er zunächst Geschäftsmöglichkeiten in Mosambik sowie am Sambesi. 1871 verzog er nach Kapstadt, dort eröffnete er eine Filiale für eine Hamburger Firma. Im Dezember 1876 gründete Arnold Wilhelm Spilhaus gemeinsam mit Herbert Willman ein Unternehmen, das unter dem Namen Wilman, Spilhaus & Co firmierte. Diese ursprünglich auf den Handel mit Wolle, Fellen sowie importierten Produkten spezialisierte Firma, erweiterte in weiterer Folge ihre Geschäftsinteressen, darunter Diamantenhandel. Ein wichtiger Etappenschritt in dieser Entwicklung gelang in den frühen 1900er Jahren mit der Einfuhr von Südafrikas ersten Mähbindern. Nach dem Rückzug Herbert Willmans 1895 führte Arnold Wilhelm Spilhaus das in William Spilhaus & Co umbenannte Unternehmen alleine weiter. Im Jahr 1915 erfolgte die Umwandlung in eine GmbH.

### Zusätzliche Aktivitäten
Der passionierte Amateurmaler von Landschaften in Wasserfarben und Öl Arnold Wilhelm Spilhaus, der fließend viele europäische Sprachen sprach, sammelte in den 1870er Jahren Pflanzen, darunter auch Moose, die er dem Lübecker Museum zur Verfügung stellte. 1899 beschrieb Carl Müller eine Bartramia spielhausii (= Breutelia aristaria var. plumosa).

## Publikationen
- Random thoughts, Rustica Press, Wynberg 1943
- Final thoughts, Rustica Press, Wynberg 1944
- April 2045 : a few poems to Johannesburg, 1887, Spilhaus, Cape Town 1945
- Our immortal soul, Rustica Press, Wynberg 1945
- The hundredth birthday : December 1st, 1945, Spilhaus Family, Wynberg 1945